# Старооткустино
Староотку́стино (рос. Старооткустино, башк. Иҫке Иткүсте) — присілок у складі Караідельського району Башкортостану, Росія. Входить до складу Артакульської сільської ради.
Населення — 312 осіб (2010; 316 у 2002).
Національний склад:
- марійці — 72 %